# Bojongloa (Rancaekek)
Bojongloa is een bestuurslaag in het regentschap Bandung van de provincie West-Java, Indonesië. Bojongloa telt 18.833 inwoners (volkstelling 2010).